# ألان غريني
ألان غريني (15 أبريل 1856 في المملكة المتحدة - 18 يونيو 1928 في المملكة المتحدة) (بالإنجليزية: Alan Greene)‏ هو لاعب كريكت بريطاني (وحمل سابقاً جنسية المملكة المتحدة لبريطانيا العظمى وأيرلندا). لعب مع نادي مقاطعة غلوستر للكريكت ‏.

## وصلات خارجية
- ألان غريني على موقع إي آس بي آن كريك إنفو (الإنجليزية)